# Diaethria difascia
Diaethria difascia is een vlinder uit de familie Nymphalidae. De wetenschappelijke naam van de soort is voor het eerst geldig gepubliceerd in 1931 door Romualdo Ferreira d'Almeida.